# Облак, Камилло
Камилло Облак (итал. Camillo Oblach; 21 августа 1895, Падуя — 11 ноября 1954, Болонья) — итальянский виолончелист.
Окончил Падуанский музыкальный институт, учился у Артуро Кукколи (ученика Франческо Серато). С 1922 г. преподавал в музыкальном институте в Кальяри; здесь, как утверждают биографы Облака, он 11 июня 1923 г. играл для Бенито Муссолини, который потребовал исполнить сонату Боккерини на бис и подарил музыканту свою фотографию с тёплой надписью.
В 1924—1925 гг. преподавал в Лицее имени Россини в Пезаро, а в 1925—1953 гг. — в Болонском музыкальном лицее, где среди его учеников был Пьетро Гросси.
На протяжении всей своей исполнительской карьеры Облак выступал в многочисленных различных камерных ансамблях (в пезарский период, в частности, с Амилькаре Дзанеллой и Аттилио Крепаксом), но также и как солист. Он, в частности, участвовал в торжественных юбилейных концертах в Кремоне в 1937 г. (200-летие со дня смерти Антонио Страдивари) и в Генуе в 1940 г. (100-летие со дня смерти Никколо Паганини). После Второй мировой войны возобновил активную концертную деятельность, однако в 1950 г. по состоянию здоровья был вынужден оставить сцену.
В 1979 и 1982 гг. в Болонье прошёл международный конкурс молодых виолончелистов имени Камилло Облака. Его именем в Болонье названа улица.